# Habitat pour l'humanité
Habitat pour l'humanité (Habitat for Humanity) (HFH) ou simplement Habitat, est une organisation internationale, œcuménique chrétienne, non gouvernementale, sans but lucratif dédiée à la construction de logements simples, décents et abordables. Les logements sont construits en utilisant le travail bénévole et sont vendus sans bénéfice.

## Histoire
L'origine d'Habitat pour l'humanité remonte à l’établissement du Fonds pour l'humanité par l’avocat Millard Fuller, sa femme Linda et le théologien baptiste et fermier Clarence Jordan en 1968 dans la Koinonia Farm, une communauté intentionnelle agricole chrétienne interculturelle dans le comté de Sumter, en Géorgie, aux États-Unis. Grâce au fonds, 42 maisons ont été construites à Koinonia pour des familles démunies. En 1973, les Fuller décidèrent d'essayer ce concept dans le cadre d’une mission de l'Église chrétienne des Disciples du Christ à Mbandaka, en République démocratique du Congo. Après trois années concluantes, les Fuller sont retournés aux États-Unis et ont fondé Habitat pour l'humanité en 1976.